# Моховая (Пермский край)
Моховая — деревня в Пермском крае России. Входит в Чайковский городской округ.

## География
Деревня расположена на реке Моховинка (притоки реки Сайгатка), примерно в 8 км к северо-востоку от села Ваньки и в 23,5 км к северо-востоку от города Чайковского.

## Население
| 2010 |
| ---- |
| 69   |

## История
С декабря 2004 до весны 2018 гг. деревня входила в Ваньковское сельское поселение Чайковского муниципального района.

## Улицы
В деревне имеются улицы:
- Заречная ул.
- Ключевой пер.
- Центральная ул.

## Топографические карты
- Лист карты O-40-109 Чайковский. Масштаб: 1 : 100 000. Состояние местности на 1982 год. Издание 1983 г.